# Kharlton Belmar
Kharlton Belmar (Virginia Beach, 1º dicembre 1992) è un ex calciatore grenadino con cittadinanza statunitense, di ruolo attaccante.

## Carriera

### Club
Ha giocato tra la prima e la quarta divisione statunitense.

### Nazionale
Il 25 marzo 2021 ha esordito con la nazionale grenadina giocando l'incontro perso 2-0 contro l'El Salvador, valido per le qualificazioni al campionato mondiale di calcio 2022.

## Statistiche

### Presenze e reti nei club
Statistiche aggiornate al 23 marzo 2022.
| Stagione        | Squadra                      | Campionato      | Campionato | Campionato | Coppe nazionali | Coppe nazionali | Coppe nazionali | Coppe continentali | Coppe continentali | Coppe continentali | Altre coppe | Altre coppe | Altre coppe | Totale | Totale |
| Stagione        | Squadra                      | Comp            | Pres       | Reti       | Comp            | Pres            | Reti            | Comp               | Pres               | Reti               | Comp        | Pres        | Reti        | Pres   | Reti   |
| --------------- | ---------------------------- | --------------- | ---------- | ---------- | --------------- | --------------- | --------------- | ------------------ | ------------------ | ------------------ | ----------- | ----------- | ----------- | ------ | ------ |
| 2012            | Mississippi Brilla           | USL PDL         | 12         | 2          |                 | -               | -               |                    | -                  | -                  |             | -           | -           | 12     | 2      |
| 2013            | RVA                          | USL PDL         | 1          | 1          |                 | -               | -               |                    | -                  | -                  |             | -           | -           | 1      | 1      |
| 2014            | Portland Timbers U23         | USL PDL         | 14         | 8          | USOC            | 1               | 0               |                    | -                  | -                  |             | -           | -           | 15     | 8      |
| gen.-ott. 2015  | Portland Timbers 2           | USL             | 28         | 12         | USOC            | 2               | 1               |                    | -                  | -                  |             | -           | -           | 30     | 13     |
| ott.-dic. 2015  | N.Y. Cosmos                  | NASL            | 1          | 0          |                 | -               | -               |                    | -                  | -                  |             | -           | -           | 1      | 0      |
| 2016            | Portland Timbers 2           | USL             | 25         | 2          |                 | -               | -               |                    | -                  | -                  |             | -           | -           | 25     | 2      |
| 2017            | Sporting K.C.                | MLS             | 1          | 0          | USOC            | 1               | 0               |                    | -                  | -                  |             | -           | -           | 2      | 0      |
| 2018            | Sporting K.C.                | MLS             | 4          | 0          | USOC            | 1               | 1               |                    | -                  | -                  |             | -           | -           | 5      | 1      |
| 2017            | Swope P.R.                   | USL             | 28+4       | 14+1       |                 | -               | -               |                    | -                  | -                  |             | -           | -           | 32     | 15     |
| 2018            | Swope P.R.                   | USL             | 20+2       | 10+0       |                 | -               | -               |                    | -                  | -                  |             | -           | -           | 22     | 10     |
| 2019            | Nashville                    | USLC            | 32+1       | 3+0        | USOC            | 2               | 1               |                    | -                  | -                  |             | -           | -           | 35     | 4      |
| 2020            | Sacramento Republic          | USLC            | 13+1       | 1+0        |                 | -               | -               |                    | -                  | -                  |             | -           | -           | 14     | 1      |
| 2021            | Sacramento Republic          | USLC            | 27         | 1          |                 | -               | -               |                    | -                  | -                  |             | -           | -           | 27     | 1      |
| 2022            | Colorado Springs Switchbacks | USLC            | 2          | 0          |                 | -               | -               |                    | -                  | -                  |             | -           | -           | 2      | 0      |
| Totale carriera | Totale carriera              | Totale carriera | 216        | 55         |                 | 7               | 3               |                    | -                  | -                  |             | -           | -           | 223    | 58     |

### Cronologia presenze e reti in nazionale
| Cronologia completa delle presenze e delle reti in nazionale ― Grenada | Cronologia completa delle presenze e delle reti in nazionale ― Grenada | Cronologia completa delle presenze e delle reti in nazionale ― Grenada | Cronologia completa delle presenze e delle reti in nazionale ― Grenada | Cronologia completa delle presenze e delle reti in nazionale ― Grenada | Cronologia completa delle presenze e delle reti in nazionale ― Grenada | Cronologia completa delle presenze e delle reti in nazionale ― Grenada | Cronologia completa delle presenze e delle reti in nazionale ― Grenada |
| Data                                                                   | Città                                                                  | In casa                                                                | Risultato                                                              | Ospiti                                                                 | Competizione                                                           | Reti                                                                   | Note                                                                   |
| ---------------------------------------------------------------------- | ---------------------------------------------------------------------- | ---------------------------------------------------------------------- | ---------------------------------------------------------------------- | ---------------------------------------------------------------------- | ---------------------------------------------------------------------- | ---------------------------------------------------------------------- | ---------------------------------------------------------------------- |
| 25-3-2021                                                              | San Salvador                                                           | El Salvador                                                            | 2 – 0                                                                  | Grenada                                                                | Qual. Mondiali 2022                                                    | -                                                                      |                                                                        |
| 30-3-2021                                                              | Saint George's                                                         | Grenada                                                                | 1 – 0                                                                  | Isole Vergini Americane                                                | Qual. Mondiali 2022                                                    | -                                                                      |                                                                        |
| 4-6-2021                                                               | North Sound                                                            | Antigua e Barbuda                                                      | 1 – 0                                                                  | Grenada                                                                | Qual. Mondiali 2022                                                    | -                                                                      |                                                                        |
| 8-6-2021                                                               | Saint George's                                                         | Grenada                                                                | 1 – 2                                                                  | Montserrat                                                             | Qual. Mondiali 2022                                                    | -                                                                      |                                                                        |
| 23-3-2022                                                              | Gibilterra                                                             | Gibilterra                                                             | 0 – 0                                                                  | Grenada                                                                | Amichevole                                                             | -                                                                      | 76’                                                                    |
| 28-3-2022                                                              | Andorra la Vella                                                       | Andorra                                                                | 1 – 0                                                                  | Grenada                                                                | Amichevole                                                             | -                                                                      | 81’                                                                    |
| 5-6-2022                                                               | San Salvador                                                           | El Salvador                                                            | 3 – 1                                                                  | Grenada                                                                | CONCACAF Nations League 2022-2023 - 1º turno                           | -                                                                      | 69’                                                                    |
| 8-6-2022                                                               | Saint George's                                                         | Grenada                                                                | 2 – 2                                                                  | El Salvador                                                            | CONCACAF Nations League 2022-2023 - 1º turno                           | -                                                                      | 61’                                                                    |
| 10-6-2022                                                              | Austin                                                                 | Stati Uniti                                                            | 5 – 0                                                                  | Grenada                                                                | CONCACAF Nations League 2022-2023 - 1º turno                           | -                                                                      |                                                                        |
| 8-9-2023                                                               | Saint George's                                                         | Grenada                                                                | 1 – 1                                                                  | Suriname                                                               | CONCACAF Nations League 2023-2024 - 1º Turno                           | -                                                                      |                                                                        |
| 12-9-2023                                                              | Tegucigalpa                                                            | Honduras                                                               | 4 – 0                                                                  | Grenada                                                                | CONCACAF Nations League 2023-2024 - 1º Turno                           | -                                                                      | 78’                                                                    |
| 12-10-2023                                                             | Saint George's                                                         | Grenada                                                                | 1 – 4                                                                  | Giamaica                                                               | CONCACAF Nations League 2023-2024 - 1º turno                           | -                                                                      | 68’                                                                    |
| 15-10-2023                                                             | Paramaribo                                                             | Suriname                                                               | 4 – 0                                                                  | Grenada                                                                | CONCACAF Nations League 2023-2024 - 1º turno                           | -                                                                      |                                                                        |
| Totale                                                                 |                                                                        | Presenze                                                               | 13                                                                     |                                                                        | Reti                                                                   | 0                                                                      |                                                                        |

## Palmarès

### Club

#### Competizioni nazionali
- North American Soccer League: 1

N.Y. Cosmos: 2015
- Lamar Hunt U.S. Open Cup: 1

Sporting K.C.: 2017